# San Pedro Cochabamba
Il San Pedro è una società calcistica boliviana di Cochabamba, fondata nel 1988.

## Storia
In seguito alla sua fondazione prese parte al campionato del Dipartimento di Cochabamba. Partecipò al Torneo Nacional per la prima volta nel 1971. Nel 1990 debuttò nel campionato professionistico: rinforzatosi con diversi elementi, tra cui l'ex capocannoniere del torneo Jesús Reynaldo, nella prima fase ottenne 6 punti (2 vittorie, 2 pareggi e 8 sconfitte), e giunse di conseguenza all'ultimo posto nella Serie B, il suo girone. Risultò essere anche il club con più reti subite in assoluto nella prima fase. Nel secondo torneo fu inserito nella Serie C, l'unica a 5 squadre: giunse nuovamente ultimo, ancora con 6 punti: 2 vittorie, 1 pareggio e 5 sconfitte. Fu quindi retrocesso; nel 1991 vinse il campionato dipartimentale di Cochabamba.

## Palmarès

### Competizioni nazionali
- Campionato di Cochabamba: 1

1991